# Tyrrell 006
La Tyrrell 006 fu una monoposto del team Tyrrell che corse dalla fine della stagione 1972 al 1974 vincendo il titolo piloti 1973 con Jackie Stewart. La 006 è stata la prima Tyrrell ad essere prodotta in più di un esemplare, infatti fino alla 005 la sigla indicava semplicemente il numero di telaio progressivo. In tutto la 006 è stata prodotta in tre esemplari ed è stata l'ultima vettura a consegnare alla Tyrrell un titolo iridato piloti.

## Sviluppo

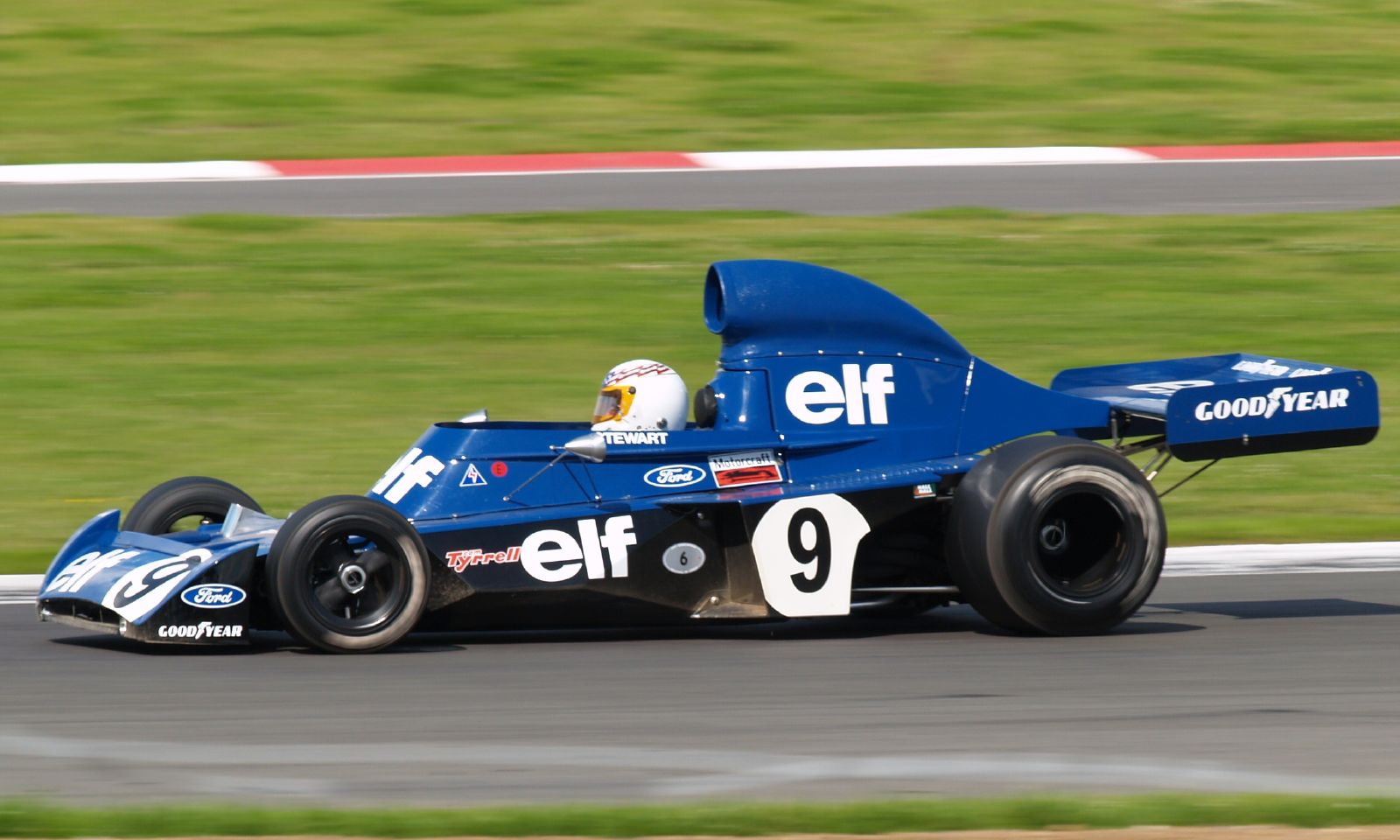
Vista laterale

La vettura fu progettata da Derek Gardner e rappresentava una leggera evoluzione della 005. La 006 non si distingueva per soluzioni all'avanguardia o per caratteristiche estreme, come la rivale Lotus 72, ma risultava una vettura piuttosto convenzionale pur essendo molto competitiva. Era equipaggiata con la classica accoppiata Cosworth DFV e trasmissione Hewland, tipica dei costruttori inglesi a cavallo degli anni sessanta e settanta, che garantiva buone prestazioni, costi contenuti ed un'elevata affidabilità tanto che in tutta la stagione 1973 solo Stewart ruppe il motore in occasione del warm up del GP d'Italia 1973. Gli unici altri problemi subiti nell'arco dell'anno furono un guasto ai freni in Spagna e un problema al cambio in Inghilterra per Stewart e la rottura di una sospensione per Cévert in Austria. La potenza erogata dal propulsore era di 450 cv. Ciascuna delle due teste a quattro valvole per cilindro era dotata di sopratesta, nel quale erano ricavati gli alloggiamenti per le punterie a bicchiere e i supporti per i due alberi a camme. Questa soluzione fu adottata per semplificare la realizzazione delle testate e rendere più agevole gli interventi meccanici. Il rapporto di compressione era 11:1 e l'alimentazione e l'accensione erano di origine Lucas. L'alesaggio era di 85,7 mm e una corsa di 64,8 mm. Le canne dei cilindri erano riportate in umido e i pistoni erano ottenuti per forgiatura. Gli alberi a camme erano azionati da due cascate di ingranaggi. Il telaio era un monoscocca in alluminio mentre le sospensioni avevano molle con configurazione inboard, così come l'impianto frenante. Ciò si spiega in quanto erano state create prese d'aria specifiche per il loro raffreddamento.
Esteticamente si riconosceva per la vistosa presa d'aria alle spalle del pilota, il massiccio alettone anteriore all'interno del quale era inglobato il radiatore dell'olio e per i radiatori dell'acqua posti ai lati della scocca, seguendo una tendenza inaugurata dalla Lotus. La presa d'aria fu una soluzione assai accorta, in quanto costituì il primo air-box effettivamente efficace della storia della Formula 1. Aerodinamicamente si presentava meno ricercata e armonica rispetto alla Lotus 72 che all'epoca rappresentava lo stato dell'arte.

## Carriera agonistica

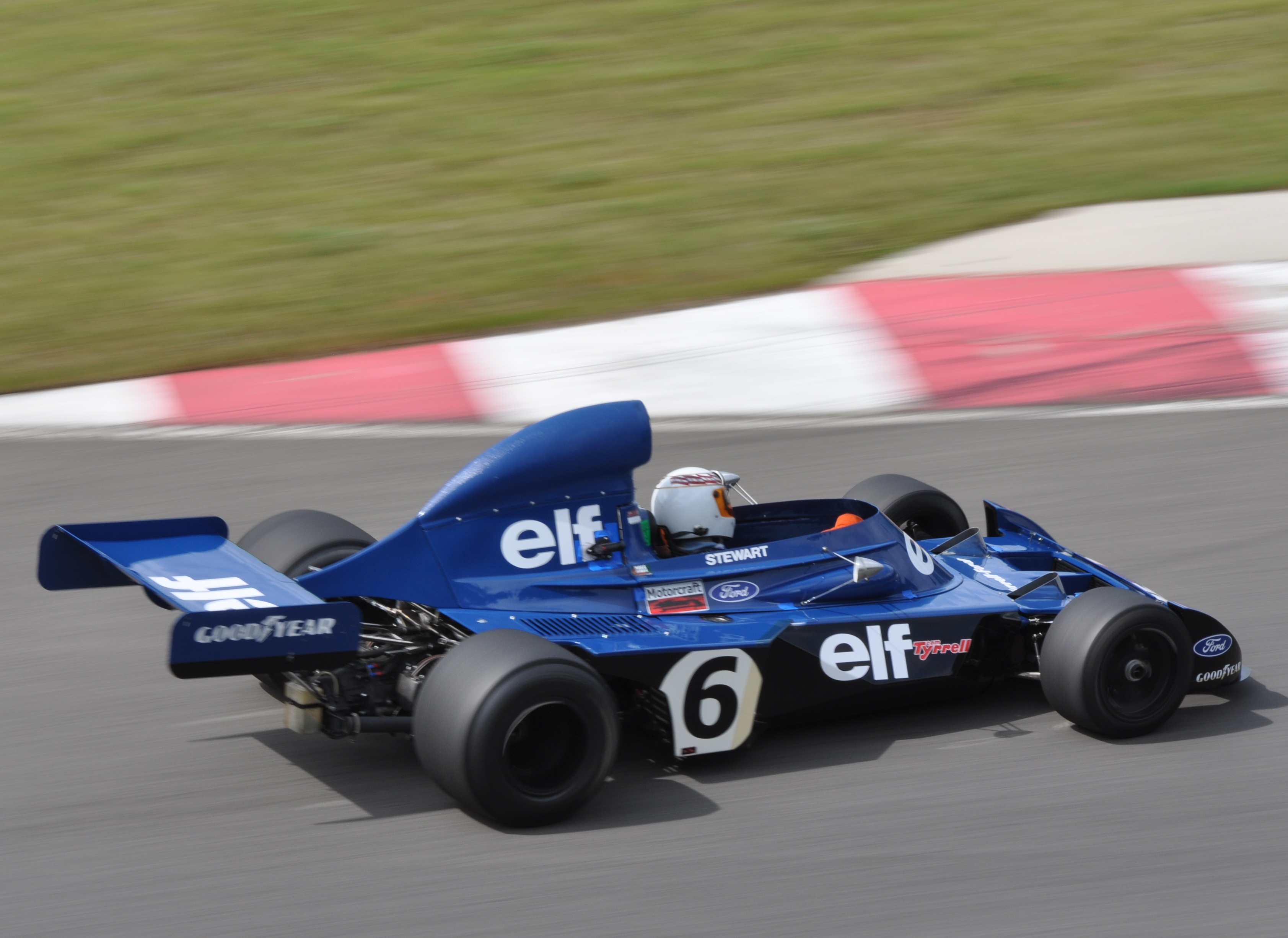
Vista posteriore

La 006 fu realizzata quando si rese necessario costruire un nuovo telaio per Cévert che aveva danneggiato la propria monoposto in un incidente di gara. La 006, molto simile alla 005, fu quindi fatta esordire in occasione del Gran Premio del Canada 1972 dal solo Cévert che vi corse anche nel successivo Gran Premio degli Stati Uniti affiancando la 005 di Stewart. In occasione del Gran Premio del Sudafrica fu affidata a Stewart che aveva distrutto la sua 005 in qualifica. In quell'occasione lo scozzese vinse la gara dopo esser partito dal 17º posto sullo schieramento. La 006 continuò ad essere esemplare unico fino al successivo Gran Premio di Spagna quando Stewart venne equipaggiato con il telaio 006/2. A partire da allora i telai 006 e 006/2 furono assegnati in via definitiva rispettivamente a Cévert e Stewart. Il terzo esemplare, 006/3, fu realizzato dopo il Gran Premio del Canada 1973 in quanto Cévert aveva danneggiato il telaio a lui assegnato. La 006/3 è la vettura sulla quale il francese trovò la morte durante le qualifiche del successivo Gran Premio degli Stati Uniti.
La stagione si concluse con Stewart che, grazie a 5 successi e 12 arrivi a punti su 15 gare, si aggiudicò il suo terzo titolo mondiale. Sarebbe potuta essere una doppietta piloti-costruttori come 1969, quando Tyrrell schierava le Matra, e 1971 ma la decisione di Stewart di non correre a seguito della morte di Cèvert consegnò di fatto il titolo costruttori alla Lotus. Lotus che schierava sicuramente la vettura migliore ma che non seppe gestire la rivalità interna tra Fittipaldi e Peterson al contrario della Tyrrell.
La 006/2, unico esemplare sopravvissuto, continuò la sua carriera anche nel 1974 prima di essere definitivamente sostituita dalla 007. Fu pilotata prima da Jody Scheckter (GP di Argentina, Brasile e Sudafrica) e poi utilizzata come muletto. Patrick Depailler la utilizzò in gara in Spagna, Monaco e Francia in seguito a guasti patiti dalla prima vettura durante le prove.
| Numero | Anno realizzazione | Storia | Sorte                                                                                  |
| ------ | ------------------ | --- | -------------------------------------------------------------------------------------- |
| 006    | 1972               | Affidata a François Cevert per gli ultimi due gran premi della stagione 1972. Per tutta la stagione 1973 viene pilotata dal francese ad eccezione del GP del Sudafrica dove fu affidata a Stewart che la portò al successo.                                                                            | Gravemente danneggiato da Cévert durante il Gran Premio del Canada 1973.               |
| 006/2  | 1973               | Questo telaio è quello con cui Stewart corse per tutta la stagione 1973 a partire dal GP di Spagna cogliendo 4 dei suoi cinque successi totali. Nel 1974 fu portata in gara da Jody Scheckter in tre occasioni e poi utilizzata come muletto. Patrick Depailler la utilizzò in gara in altrettanti GP. | Donata da Ken Tyrrell a Stewart. Al momento è conservata presso il museo di Donington. |
| 006/3  | 1973               | Realizzato per François Cévert che aveva gravemente danneggiato la 006 in Canada. Durante la qualifiche del GP degli Stati Uniti il francese vi troverà la morte in un incidente. | Distrutta durante le qualifiche del GP degli Stati Uniti 1973.                         |

## Risultati completi
| 1972 | Squadra                 | Gomme | Piloti            | ARG | RSA | ESP | MON | BEL | FRA | GBR | GER | AUT | ITA | CAN | USA |     |     |     | Punti    | WCC |
| ---- | ----------------------- | ----- | ----------------- | --- | --- | --- | --- | --- | --- | --- | --- | --- | --- | --- | --- | --- | --- | --- | -------- | --- |
| 1972 | Elf Team Tyrrell        | G     | François Cevert   |     |     |     |     |     |     |     |     |     |     | Rit | 2   |     |     |     | 51*      | 2   |
| 1973 | Squadra                 | Gomme | Piloti            | ARG | BRA | RSA | ESP | BEL | MON | SWE | FRA | GBR | NED | GER | AUT | ITA | CAN | USA | Punti    | WCC |
| 1973 | Elf Team Tyrrell        | G     | Jackie Stewart    |     |     | 1   | Rit | 1   | 1   | 5   | 4   | 10  | 1   | 1   | 2   | 4   | 5   | WD  | 82 (86)* | 2   |
| 1973 | Elf Team Tyrrell        | G     | François Cevert   | 2   | 10  |     | 2   | 2   | 4   | 3   | 2   | 5   | 2   | 2   | Rit | 5   | Rit | NP  | 82 (86)* | 2   |
| 1974 | Squadra                 | Gomme | Piloti            | ARG | BRA | RSA | ESP | BEL | MON | SWE | NED | FRA | GBR | GER | AUT | ITA | CAN | USA | Punti    | WCC |
| 1974 | Elf Tyrrell Racing Team | G     | Jody Scheckter    | Rit | 13  | 8   |     |     |     |     |     |     |     |     |     |     |     |     | 52*      | 3   |
| 1974 | Elf Tyrrell Racing Team | G     | Patrick Depailler |     |     |     | 8   |     | 9   |     |     | 8   |     |     |     |     |     |     | 52*      | 3   |

- * Punti conquistati nell'arco dell'intera stagione anche da altre vetture utilizzate dal team.